# Фотоэффект
Фотоэффе́кт, или фотоэлектри́ческий эффе́кт, —  явление взаимодействия света или любого другого электромагнитного излучения с веществом, при котором энергия фотонов передаётся электронам вещества. В конденсированных (твёрдых и жидких) веществах выделяют внешний (поглощение фотонов сопровождается вылетом электронов за пределы вещества) и внутренний (электроны, оставаясь в веществе, изменяют в нём своё энергетическое состояние) фотоэффекты. Фотоэффект в газах состоит в ионизации атомов или молекул под действием излучения.

## Внешний фотоэффект
Внешний фотоэффект (фотоэлектронная эмиссия) — физическое явление, заключающееся в потере веществом (металлом) отрицательного заряда под действием электромагнитного излучения. Наблюдается при условии, что частота излучения выше некоторого значения, характерного для данного вещества (красной границы фотоэффекта). Объясняется тем, что фотоны электромагнитного излучения вырывают свободные электроны с поверхности металла. Электроны, вылетающие из вещества при внешнем фотоэффекте, называются фотоэлектронами, а электрический ток, образуемый ими при упорядоченном движении во внешнем электрическом поле, называется фототоком.
Фотокатод — электрод вакуумного электронного прибора, непосредственно подвергающийся воздействию электромагнитных излучений и эмитирующий электроны под действием этого излучения.
Фототок насыщения — максимальный ток выбитых электронов, ток между фотокатодом и анодом, при котором все выбитые электроны собираются на аноде.
Спектральная характеристика фотокатода — зависимость спектральной чувствительности от частоты или длины волны электромагнитного излучения.

### История открытия
Внешний фотоэффект был открыт в 1887 году Генрихом Герцем. При работе с открытым резонатором он заметил, что если посветить ультрафиолетом на цинковые разрядники, то прохождение искры заметно облегчается.
В 1888—1890 годах фотоэффект систематически изучал русский физик Александр Столетов, опубликовавший 6 работ. Им были сделаны несколько важных открытий в этой области, в том числе выведен первый закон внешнего фотоэффекта.
Ещё Столетов пришёл к выводу, что «Разряжающим действием обладают, если не исключительно, то с громадным превосходством перед прочими лучами, лучи самой высокой преломляемости, недостающие в солнечном спектре», то есть вплотную подошёл к выводу о существовании красной границы фотоэффекта. В 1891 г. Эльстер и Гейтель при изучении щелочных металлов пришли к выводу, что, чем выше электроположительность металла, тем ниже граничная частота, при которой он становится фоточувствительным.
Томсон в 1898 году экспериментально установил, что поток электрического заряда, выходящий из металла при внешнем фотоэффекте, представляет собой поток открытых им ранее частиц (позже названных электронами). Поэтому увеличение фототока с ростом освещённости следует понимать как увеличение числа выбитых электронов с ростом освещённости.
Исследования фотоэффекта Филиппом Ленардом в 1900—1902 годах показали, что, вопреки классической электродинамике, энергия вылетающего электрона всегда строго связана с частотой падающего излучения и практически не зависит от интенсивности облучения.
Фотоэффект был объяснён в 1905 году Альбертом Эйнштейном (за что в 1921 году он, благодаря номинации шведского физика Карла Вильгельма Озеена, получил Нобелевскую премию) на основе гипотезы Макса Планка о квантовой природе света. В работе Эйнштейна содержалась важная новая гипотеза — если Планк в 1900 году предположил, что свет излучается только квантованными порциями, то Эйнштейн уже считал, что свет и существует только в виде квантованных порций (фотонов) с энергией hν каждый, где h — постоянная Планка.
В 1906—1915 годах фотоэффект изучал Роберт Милликен. Он смог установить точную зависимость запирающего напряжения от частоты (действительно оказавшуюся линейной) и на его основании смог вычислить постоянную Планка. «Я потратил десять лет моей жизни на проверку этого эйнштейновского уравнения 1905 г., — писал Милликен, — и вопреки всем моим ожиданиям я вынужден был в 1915 г. безоговорочно признать, что оно экспериментально подтверждено, несмотря на его несуразность, так как казалось, что оно противоречит всему, что мы знаем об интерференции света». В 1923 году Милликен был удостоен Нобелевской премии в области физики «за работы по определению элементарного электрического заряда и фотоэлектрического эффекта».
Исследования фотоэффекта были одними из самых первых квантовомеханических исследований.

### Законы внешнего фотоэффекта
Законы внешнего фотоэффекта:
1-й закон фотоэффекта (закон Столетова): Сила фототока насыщения прямо пропорциональна интенсивности светового излучения. При неизменном спектральном составе электромагнитного излучения, падающего на фотокатод, фототок насыщения пропорционален энергетической освещённости катода (иными словами, число фотоэлектронов, выбиваемых из катода в единицу времени прямо пропорционально интенсивности излучения).
2-й закон фотоэффекта: Максимальная кинетическая энергия выбиваемых светом электронов возрастает с частотой света и не зависит от его интенсивности.
3-й закон фотоэффекта: Для каждого вещества при определённом состоянии его поверхности существует граничная частота света, ниже которой фотоэффект не наблюдается. Эта частота и соответствующая ей длина волны называется красной границей фотоэффекта.
Внешний фотоэффект практически безынерционен. Фототок немедленно возникает при освещении поверхности тела, при условии что фотоэффект может существовать.
При фотоэффекте часть падающего электромагнитного излучения от поверхности металла отражается, а часть проникает внутрь поверхностного слоя металла, полупроводника или диэлектрика и там поглощается. Поглотив фотон, электрон получает от него энергию. Согласно теории 1905 года, из закона сохранения энергии, при представлении света в виде частиц (фотонов), следует формула Эйнштейна для фотоэффекта:
{\displaystyle h\nu =\phi +{\frac {mv_{m}^{2}}{2}}}
где {\displaystyle \phi } — т. н. работа выхода (минимальная энергия, необходимая для удаления электрона из вещества). Для обозначения работы выхода в современной научной литературе буква A не используется;
{\displaystyle {\frac {mv_{m}^{2}}{2}}} — максимальная кинетическая энергия вылетающего электрона;
{\displaystyle \nu } — частота падающего фотона с энергией {\displaystyle h\nu } ;
h — постоянная Планка .
Из этой формулы следует существование красной границы фотоэффекта при T = 0 K, то есть существование наименьшей частоты ({\displaystyle {h\nu }_{\min }=\phi }), ниже которой энергии фотона уже недостаточно для того, чтобы «выбить» электрон из металла. Явление в большинстве веществ появляется только в ультрафиолетовом излучении, однако в некоторых металлах (литий, калий, натрий), достаточно и видимого света.
Напряжение обратной полярности, подаваемое на электроды, уменьшает ток фотоэффекта, поскольку электронам приходится совершать дополнительную работу по преодолению электростатических сил. Минимальное напряжение, полностью прекращающее фототок, называется задерживающим или запирающим напряжением. Максимальная кинетическая энергия электронов выражается через задерживающее напряжение:
{\displaystyle E_{k}^{max}=eU_{3}}
Фотоэффект разделяют на поверхностный, когда фотоэлектрон вылетает из поверхностного слоя атомов, и объёмный, когда фотоэлектрон вылетает из объёма твёрдого тела. Объёмный фотоэффект рассматривается трёхстадийный:
на первой стадии происходит возбуждение электрона атома в возбуждённое состояние, на второй стадии под действием тянущего электрического поля электрон достигает поверхности, на третьей стадии если энергия электрона достаточна для преодоления потенциального барьера на поверхности, тогда он вылетает из твёрдого тела. В общем виде можно записать:
{\displaystyle h\nu =E_{b}+E_{l}+E_{kin}+\phi }
где {\displaystyle E_{b}} — энергия связи электрона относительно уровня Ферми, {\displaystyle E_{l}} — потери энергии электрона по пути к поверхности, в основном за счёт рассеяния на кристаллической решётке, {\displaystyle E_{kin}} — кинетическая энергия вылетевшего в вакуум электрона.

### Теория Фаулера
Основные закономерности внешнего фотоэффекта для металлов хорошо описываются теорией Фаулера. Согласно ей при поглощении в металле фотона его энергия переходит электронам проводимости, в результате чего электронный газ оказывается состоящим из смеси газов с обычным распределением (распределением Ферми — Дирака) и «возбуждённым» (сдвинутым на {\displaystyle h\nu }) распределением по энергии.
Плотность фототока определяется формулой Фаулера:
{\displaystyle j={\begin{cases}{{B}_{1}}{{T}^{2}}\exp \left({\frac {h\nu -h{{\nu }_{\min }}}{kT}}\right),&h\nu \leqslant {{h\nu }_{\min }}-2kT,\\{{B}_{2}}{{T}^{2}}\left({\frac {{(h\nu -h{{\nu }_{\min }})}^{2}}{{{k}^{2}}{{T}^{2}}}}+{{B}_{3}}\right),&h\nu >{{h\nu }_{\min }+2kT},\\\end{cases}}}
где {\displaystyle B_{1}}, {\displaystyle B_{2}}, {\displaystyle B_{3}} — некоторые постоянные коэффициенты, зависящие от свойств облучаемого металла, {\displaystyle T} — температура, {\displaystyle k} — константа Больцмана. Формула справедлива при энергиях возбуждения фотоэмиссии, не превышающих значения работы выхода  электрона из металла более чем на несколько электрон-вольт. Теория Фаулера даёт совпадающие с экспериментом результаты только в случае нормального к поверхности падения света.
- Замечание. Термин "с нормальным распределением распределением Ферми — Дирака" заменён на "с обычным распределением (распределением Ферми — Дирака"), поскольку есть математический термин нормальное распределение, который здесь может ошибочно иметься в виду.

### Квантовый выход
Важной количественной характеристикой фотоэффекта является квантовый выход Y — число эмитированных электронов в расчёте на один фотон, падающий на поверхность тела. Величина Y определяется свойствами вещества, состоянием его поверхности и энергией фотонов.
Квантовый выход фотоэффекта из металлов в видимой и ближней УФ-областях Y < 0,001 электрон/фотон. Это связано, прежде всего, с малой глубиной выхода фотоэлектронов, которая значительно меньше глубины поглощения света в металле. Большинство фотоэлектронов рассеивает свою энергию до подхода к поверхности и теряет возможность выйти в вакуум. При энергии фотонов вблизи порога фотоэффекта большинство фотоэлектронов возбуждается ниже уровня вакуума и не даёт вклада в фотоэмиссионный ток. Кроме того, коэффициент отражения в видимой и ближней УФ-областях велик и лишь малая часть излучения поглощается в металле. Эти ограничения частично снимаются в дальней УФ-области спектра, где Y достигает величины 0,01 электрон/фотон при энергии фотонов E > 10 эВ.

### Векториальный фотоэффект
Векториальным фотоэффектом называется зависимость фототока от направления поляризации падающего света, являющаяся следствием проявления волновых свойств света. Особенно сильно фототок увеличивается, когда вектор напряжённости электрического поля лежит в плоскости падения (чувствительность значительно больше по величине и спектральная характеристика имеет избирательный максимум) по сравнению с тем, когда он перпендикулярен плоскости падения (фототок монотонно возрастает с увеличением частоты). Векториальный фотоэффект объясняется фототоком электронов, находящихся в поверхностном слое металла, где действует электрическое поле двойного слоя, создающее потенциальный барьер.

### Замечание
- Вероятно, используемый здесь термин векториальный фотоэффект есть не что иное, как используемый в других изданиях аналогичный термин селективный или избирательный фотоэффект [20].

## Внутренний фотоэффект
Внутренним фотоэффектом называется явление возрастания электропроводности и уменьшения сопротивления, вызванное облучением. Он объясняется перераспределением электронов по энергетическим состояниям в твёрдых и жидких полупроводниках и диэлектриках, происходящее под действием излучений, проявляется в изменении концентрации носителей зарядов в среде и приводит к возникновению фотопроводимости или вентильного фотоэффекта.
Фотопроводимостью называется увеличение электрической проводимости вещества под действием излучения.

### История открытия
В 1839 году Александр Беккерель наблюдал фотовольтаический эффект в электролите.
В 1873 году Уиллоуби Смит обнаружил, что селен является фотопроводящим.

### Виды
Вентильный фотоэффект или фотоэффект в запирающем слое — явление, при котором фотоэлектроны покидают пределы тела, переходя через поверхность раздела в другое твёрдое тело (полупроводник) или жидкость (электролит).

#### Фотовольтаический эффект
Фотовольтаический эффект — возникновение электродвижущей силы под действием электромагнитного излучения. Применяется для измерения интенсивности падающего света (например в фотодиодах) или для получения электричества в солнечных батареях.

#### Сенсибилизированный фотоэффект
Сенсибилизированным фотоэффектом называется фотоэффект, сопровождающийся явлением сенсибилизации, то есть изменением величины и спектра фоточувствительности в широкозонных фотопроводниках органической и неорганической природы в зависимости от структуры молекулярных соединений.

#### Фотопьезоэлектрический эффект
Фотопьезоэлектрическим эффектом называется явление появления в полупроводнике фото электродвижущей силы в условиях внешнего неравномерного сжатия полупроводника.

#### Фотомагнитный эффект
Фотомагнитным эффектом называется возникновение электродвижущей силы в освещённом однородном полупроводнике в магнитном поле.

## Ядерный фотоэффект
При поглощении гамма-кванта ядро получает избыток энергии без изменения своего нуклонного состава, а ядро с избытком энергии является составным ядром. Как и другие ядерные реакции, поглощение ядром гамма-кванта возможно только при выполнении необходимых энергетических и спиновых соотношений. Если переданная ядру энергия превосходит энергию связи нуклона в ядре, то распад образовавшегося составного ядра происходит чаще всего с испусканием нуклонов, в основном нейтронов. Такой распад ведёт к ядерным реакциям {\displaystyle (\gamma ,n)} и {\displaystyle (\gamma ,p)}, которые и называются фотоядерными, а явление испускания нуклонов (нейтронов и протонов) в этих реакциях — ядерным фотоэффектом.

## Многофотонный фотоэффект
В сильном электромагнитном поле с электронной оболочкой атома в элементарном акте фотоэффекта могут взаимодействовать несколько фотонов. В этом случае ионизация атома возможна с помощью излучения с энергией квантов {\displaystyle h\nu >{\frac {E_{n}}{n}}}. Зарегистрирована шести- и семи- фотонная ионизация инертных газов.

## Современные исследования
Как показали эксперименты в национальном метрологическом институте Германии Physikalisch-Technische Bundesanstalt, результаты которых опубликованы 24 апреля 2009 года в Physical Review Letters, в мягком рентгеновском диапазоне длин волн при плотности мощности на уровне нескольких петаватт (1015 Вт) на квадратный сантиметр общепринятая теоретическая модель фотоэффекта может оказаться неверной.
Сравнительные количественные исследования различных материалов показали, что глубина взаимодействия между излучением и веществом существенно зависит от структуры атомов этого вещества и корреляции между внутренними электронными оболочками. В случае c ксеноном, который использовался в экспериментах, воздействие пакета фотонов в коротком импульсе приводит, по всей видимости, к одновременной эмиссии множества электронов с внутренних оболочек.